# 스테판 앙쇼
스테판 앙쇼(프랑스어: Stéphane Henchoz, 1974년 9월 7일 ~ )는 스위스의 은퇴한 축구 선수이다. 선수 시절 포지션은 수비수였으며, 1999년부터 2005년까지 6년 동안 리버풀에서 활약한 선수로 잘 알려져 있다. 현재는 뇌샤텔 크사막스의 감독으로 활동하고 있다.
앙쇼는 과거 스위스 축구 국가대표팀으로 활약하면서 72회 출장을 기록, UEFA 유로 1996와 UEFA 유로 2004에 출전한 바가 있다. 그는 2006년 FIFA 월드컵에도 출전하기를 원했으나, 건강상의 문제로 2006년 3월 31일 대표팀을 은퇴하였다.

## 감독 경력

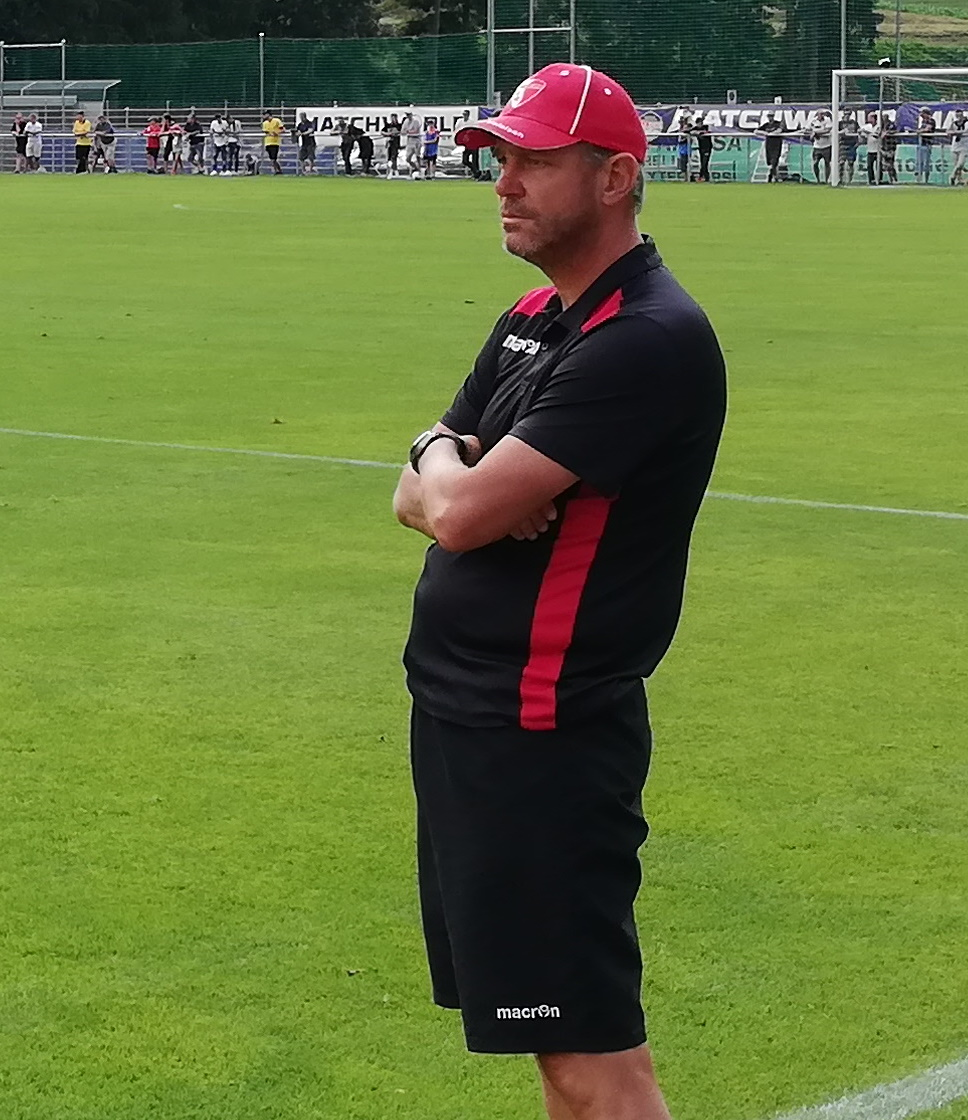
FC 시온 감독 당시의 스테판 앙쇼의 모습

선수 생활 은퇴 후, 앙쇼는 자신이 마지막 선수 생활을 보냈던 블랙번 로버스의 18세 이하 팀을 맡게 된다. 그러다 2009-10 시즌을 앞두고 FC 뷜의 감독으로 부임하게 되면서 처음으로 1군팀 감독이 된다.
2015년 12월, 그는 뇌샤텔 크사막스의 수석 코치로 임명되었고 코치 생활을 이어나가던 중 2019년 2월 6일에 구단은 미하엘 데카스텔을 해임하고 앙쇼를 잔여 시즌 기간 동안 감독으로 임명한다고 알렸다. 2019년 3월에 구단은 시즌이 끝나면 앙쇼가 감독 자리에서 물러날 것이라고 밝혔다.
2019년 5월 27에 앙쇼는 FC 시온과 감독으로 계약을 맺었다. 그러나 리그가 한창 진행 중이던 11월 4일에 리그 6경기에서 5연패를 하며 FC 장크트갈렌에 0–3으로 패배한 직후 해임된다.
2020년 7월 다시 뇌샤텔 크사막스로 돌아와 감독을 맡게 된다.

## 수상
리버풀
- FA 컵: 2000–01
- 리그 컵: 2000–01, 2002–03
- FA 채리티 실드: 2001
- UEFA 컵: 2000–01
- UEFA 슈퍼컵: 2001

셀틱
- 스코틀랜드 컵: 2004–05